# ناتالیا بخترووا
ناتالیا پترونا بخترووا (روسی: Ната́лья Петро́вна Бе́хтерева؛ ۷ ژوئیه ۱۹۲۴–۲۲ ژوئن ۲۰۰۸) یک عصب‌پژوه روانشناس و سیاستمدار اهل جماهیر شوروی و روسیه بود که رویکردهای نوروفیزیولوژیک روانشناسی مانند اندازه‌گیری فعالیت تکانه نورون‌های انسانی را توسعه داد. او در فیلم‌های مستند «ندای پرتگاه» (روسی: Зов бездны) و «طوفان آگاهی» (روسی: Штурм сознания)، که منافع عمومی زیادی را برانگیخت مشارکت داشت و همچنین کاندیدای علوم زیست‌شناسی، دکترای پزشکی و استاد تمام دانشگاه بود.
او برندهٔ جوایزی همچون نشان لنین و جایزه دولتی اتحاد شوروی شده‌است.

## بزرگداشت

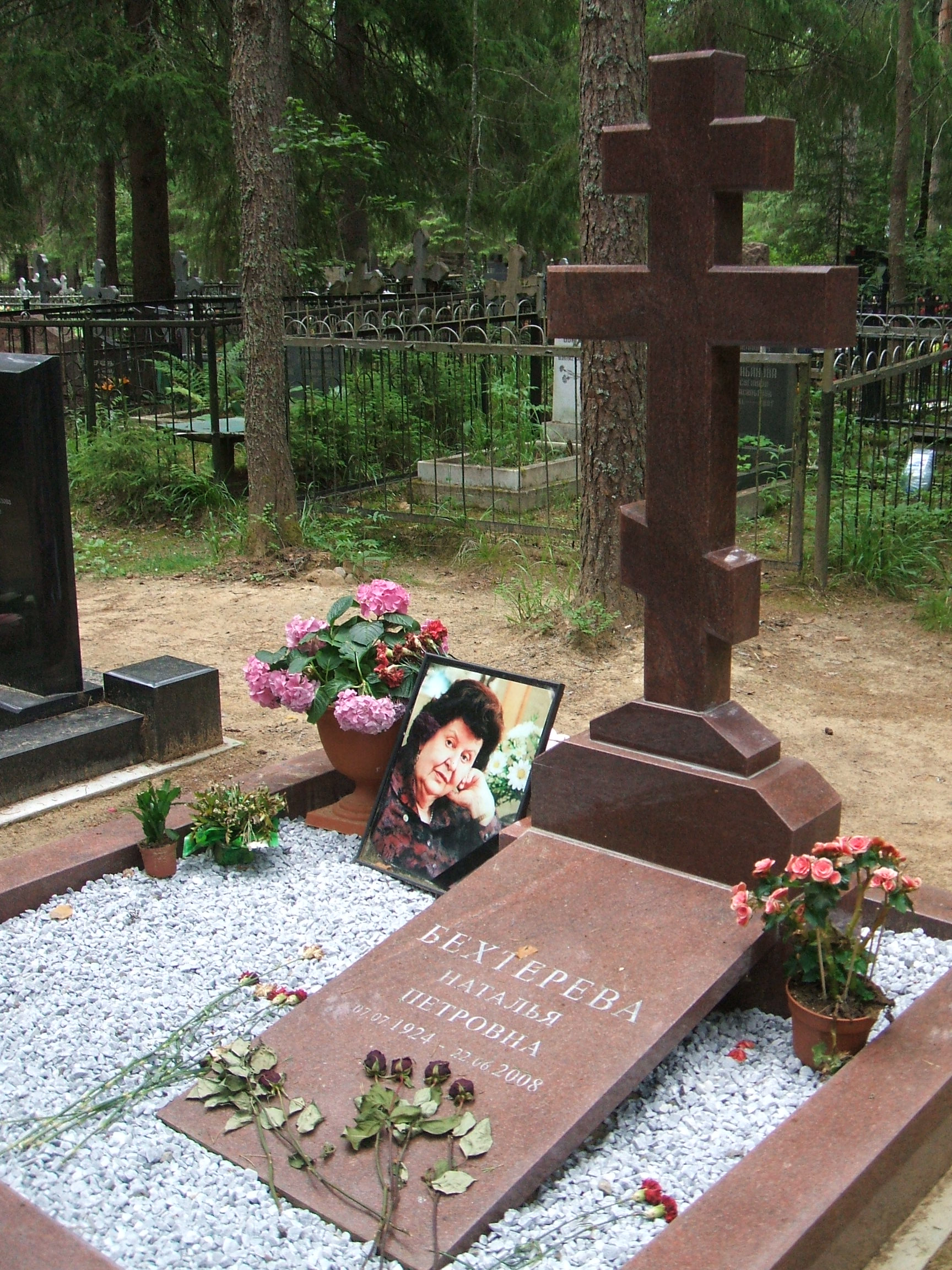
قبر بخترووا در کلیسای کوچک کوماروفسکی در نزدیکی سن پترزبورگ.

- در ۷ ژوئیه سال ۲۰۲۰، گوگل ۹۶مین سالگرد تولد او را با گوگل دودل تجلیل کرد.[۲]
- بخترووا ۶۰۷۴ یک سیاره جزئی است که به نام ناتالیا بخترووا نامگذاری شده‌است.
- مؤسسه مغز انسانی بخترووا RAS نام او را گرفته‌است.